# Buzenval (métro de Paris)
Buzenval est une station de la ligne 9 du métro de Paris, située dans le 20e arrondissement de Paris.

## Situation
La station est implantée au sein du quartier de Charonne, sous la rue d'Avron à l'intersection avec la rue de Buzenval. Approximativement orientée selon un axe est-ouest, elle s'intercale entre les stations Nation et Maraîchers, tout en étant géographiquement très proche de la station Avron sur la ligne 2.

## Histoire
La station est ouverte le 10 décembre 1933 avec la mise en service du cinquième prolongement de la ligne 9, depuis le terminus provisoire de Richelieu - Drouot jusqu'à Porte de Montreuil.
Elle doit sa dénomination à sa proximité avec la rue de Buzenval, dont le toponyme commémore la bataille de Buzenval qui se déroula le 19 janvier 1871, entre les troupes de Paris et l'armée allemande durant le siège de Paris de 1870-1871.
Les quais sont modernisés après 1988 par l'adoption du style décoratif « Ouï-dire », de couleur rouge en l'occurrence, ce qui entraîne la disparition des faïences biseautées d'origine dans le style d'entre-deux-guerres de l'ex-CMP sur les quais, décoration caractérisée par des cadres publicitaires de couleur miel à motifs végétaux et le nom de la station incorporé dans la céramique des piédroits.
Dans le cadre du programme « Renouveau du métro » de la RATP, les couloirs de la station sont rénovés à leur tour le 2 décembre 2008, de même que l'éclairage des quais, faisant perdre à ces derniers une partie de leur décoration « Ouï-dire ».

## Services aux voyageurs

### Accès
La station dispose de deux accès, dont une entrée principale et une sortie secondaire :
- l'accès no 1 « Rue de Buzenval » étant un des rares du réseau à être établi au sein d'un immeuble (au rez-de-chaussée duquel débouche son escalier), en l'occurrence au no 35 de la rue d'Avron à l'angle avec le no 51 de la rue de Buzenval ;
- l'accès no 2 « Rue d'Avron », constitué d'un escalier mécanique montant permettant uniquement la sortie depuis la queue du quai en direction de Mairie de Montreuil, débouchant au droit du no 28 de la rue d'Avron ; cette sortie secondaire est agrémentée d'une balustrade en fer forgé dans le style Dervaux des années 1930.

À l'origine, l'accès principal est intégré à l'ancien cinéma Palais Avron, reconstruit pour l'occasion et disparu en 1977. Transformé depuis, le bâtiment abrite aujourd'hui un supermarché Auchan. Il est également agrémenté d'une large fenêtre donnant sur la rue de Buzenval, dont les barreaux métalliques dessinent le plan du secteur autour de la partie sud-ouest de la commune de Montreuil, incluant une partie des 12e et 20e arrondissements de Paris (quartiers du Bel-Air et de Charonne notamment) ainsi que des communes de Bagnolet, Saint-Mandé, Vincennes et Fontenay-sous-Bois.

Accès à la station
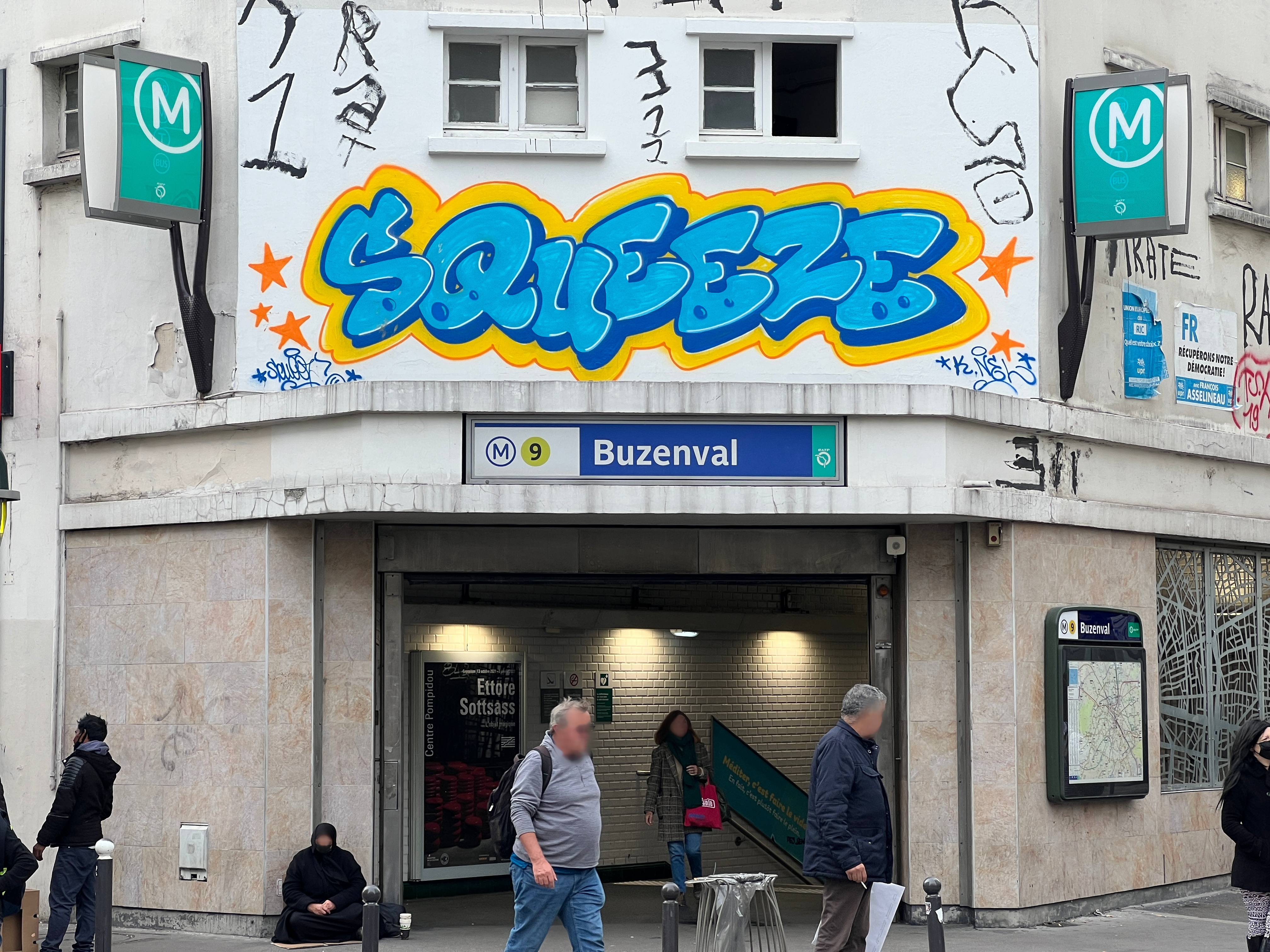
L'accès no 1, « Rue de Buzenval ».
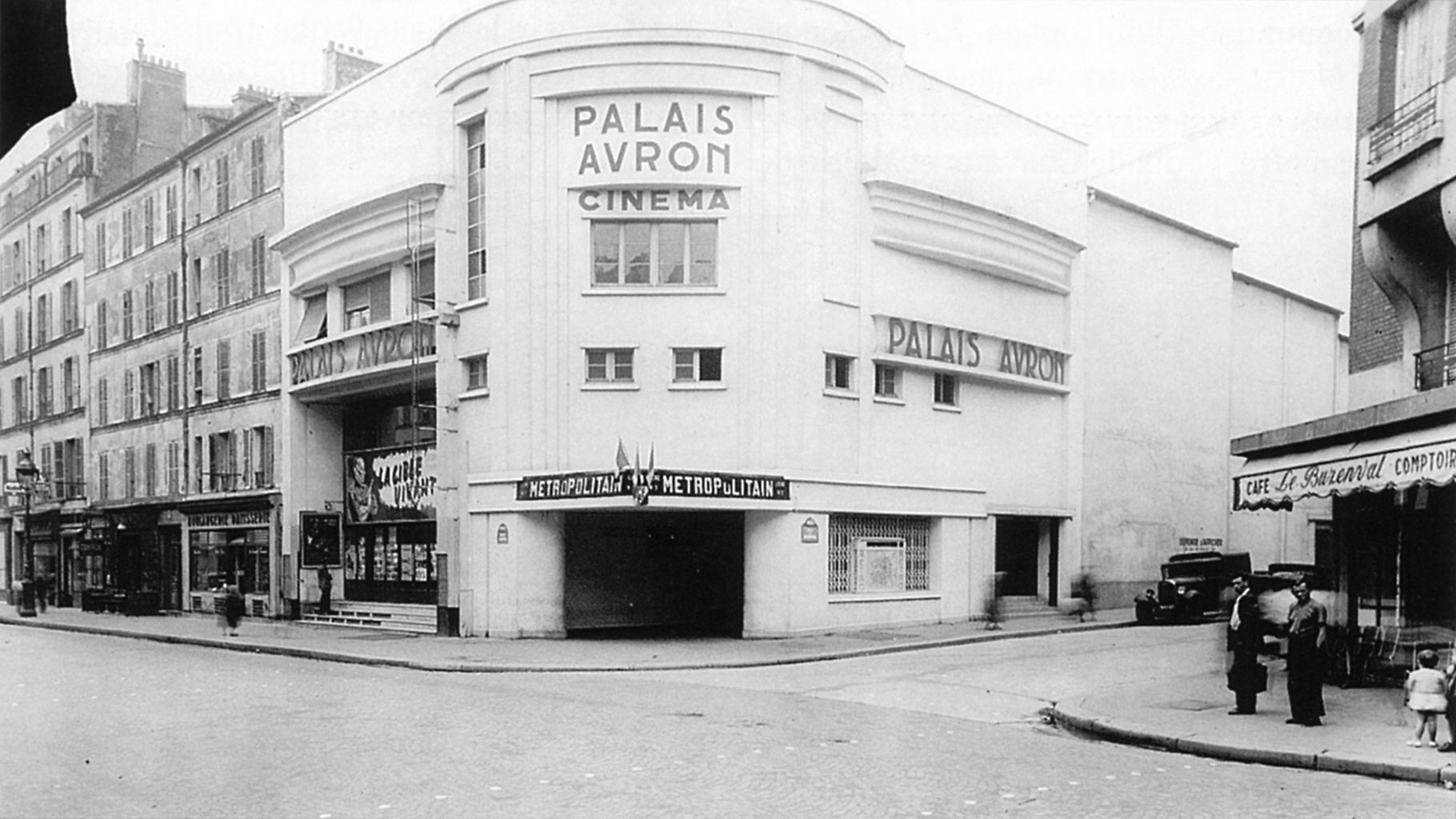
L'entrée principale intégrée au Palais Avron, en 1945.
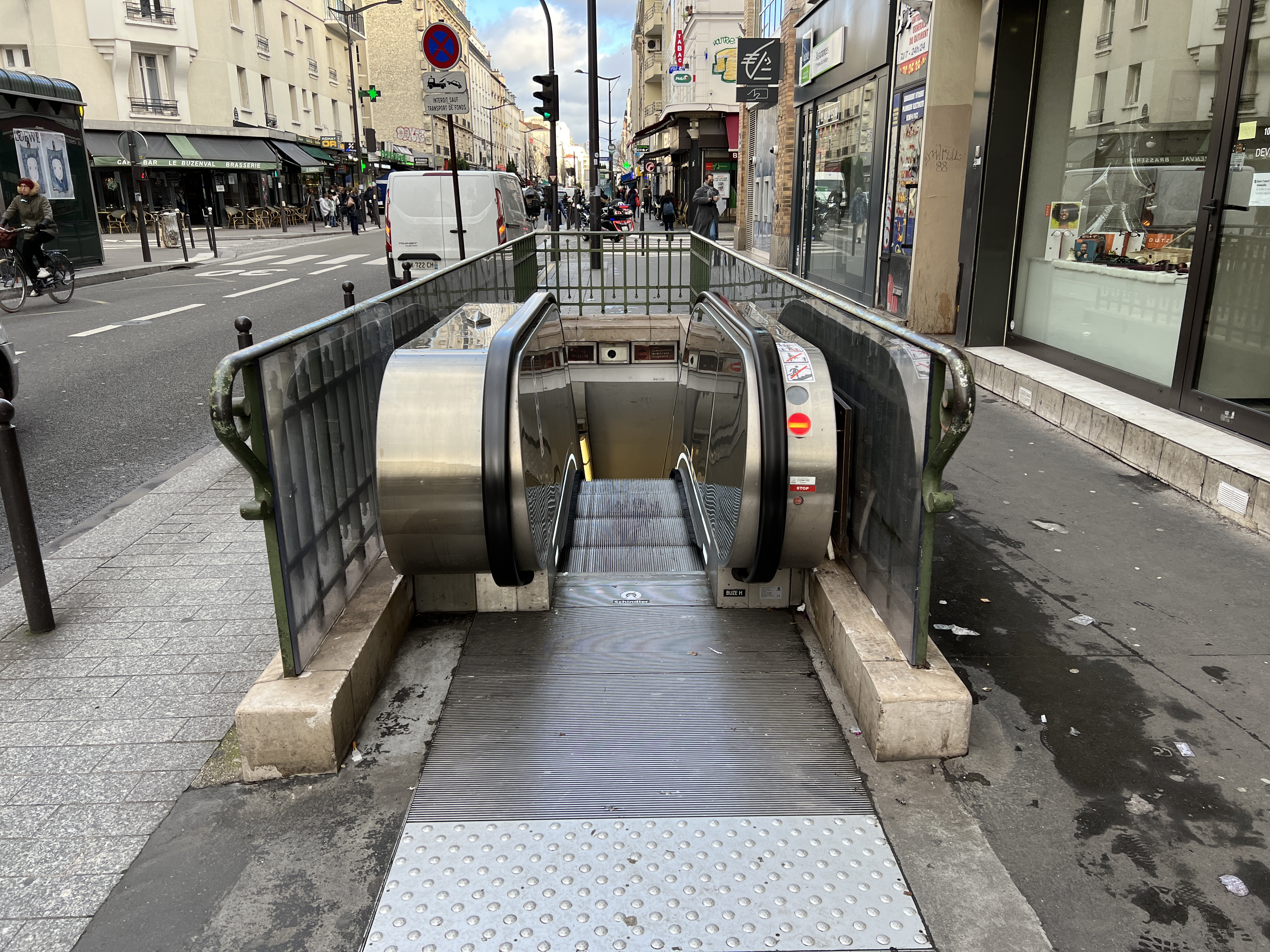
La sortie no 2, « Rue d'Avron ».

### Quais
Buzenval est une station de configuration standard pour le métro de Paris : elle possède deux quais, d'une longueur de 105 mètres, séparés par les voies du métro situées au centre et la voûte est elliptique. Elle se distingue cependant par la partie basse de ses piédroits qui est verticale et non elliptique, conséquence de la moindre largeur de la voirie en surface. Cette caractéristique se retrouve, entre autres, à la station voisine Maraîchers sur la même ligne, également établie sous la rue d'Avron, large de seulement 18 mètres.
La décoration est de style « Ouï-dire » rouge, mais dont les rampes d'éclairage de même couleur, supportées par des consoles courbes en forme de faux, ont été remplacées en 2008 par deux bandeaux blancs et arrondis dans le style « Gaudin » du renouveau du métro des années 2000, faisant disparaître l'éclairage multicolore sur la voûte. Les carreaux en céramique blancs sont plats et recouvrent les pieds-droits, la voûte ainsi que les tympans. Les cadres publicitaires sont en céramique rouge de forme demi-cylindrique et le nom de la station est inscrit en police de caractères Parisine sur des plaques émaillées. Les quais sont équipés de sièges « Motte » et de banquettes « assis-debout » rouges.

Quais de la station
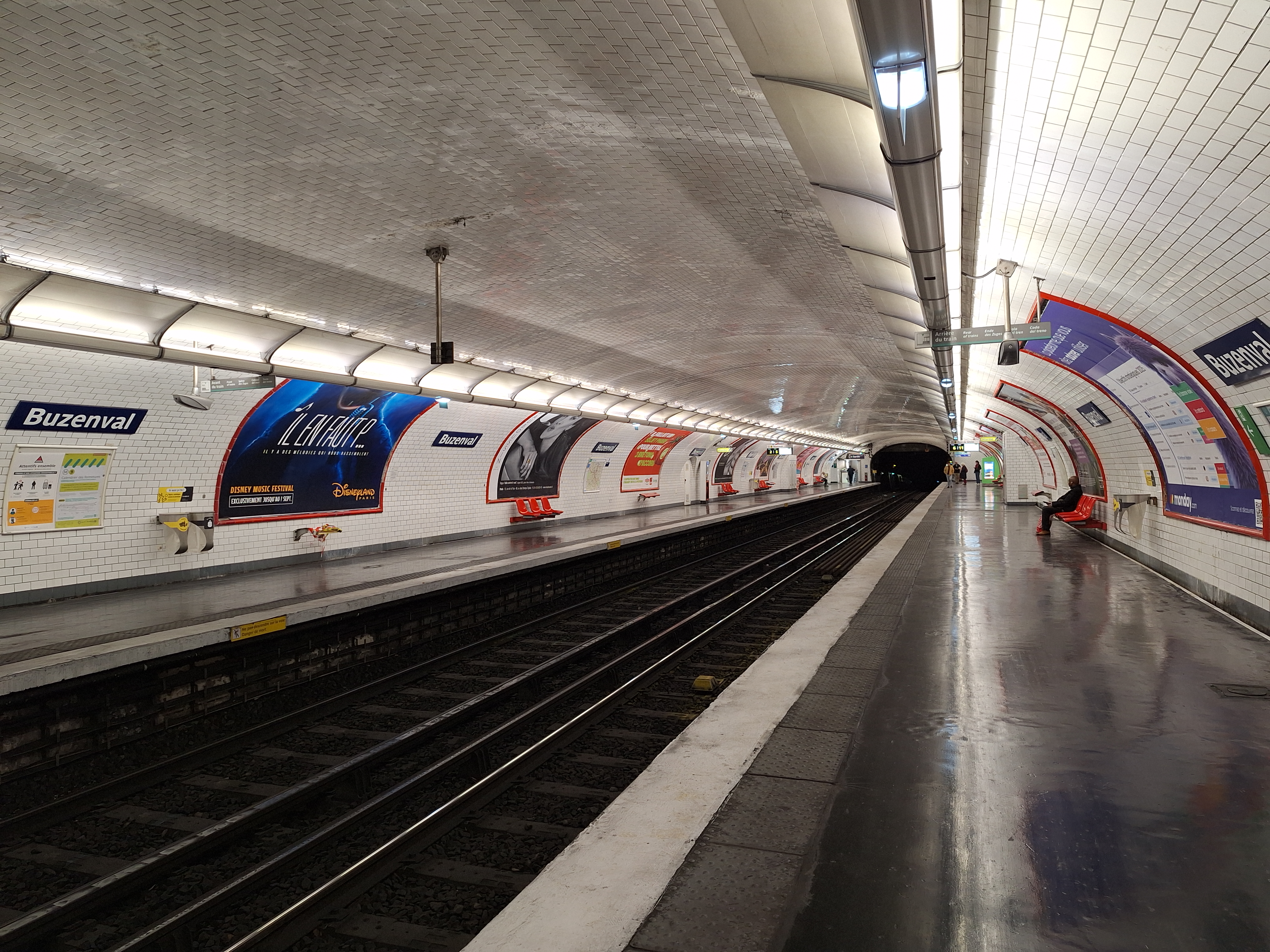
Les quais vus en direction de Pont de Sèvres.
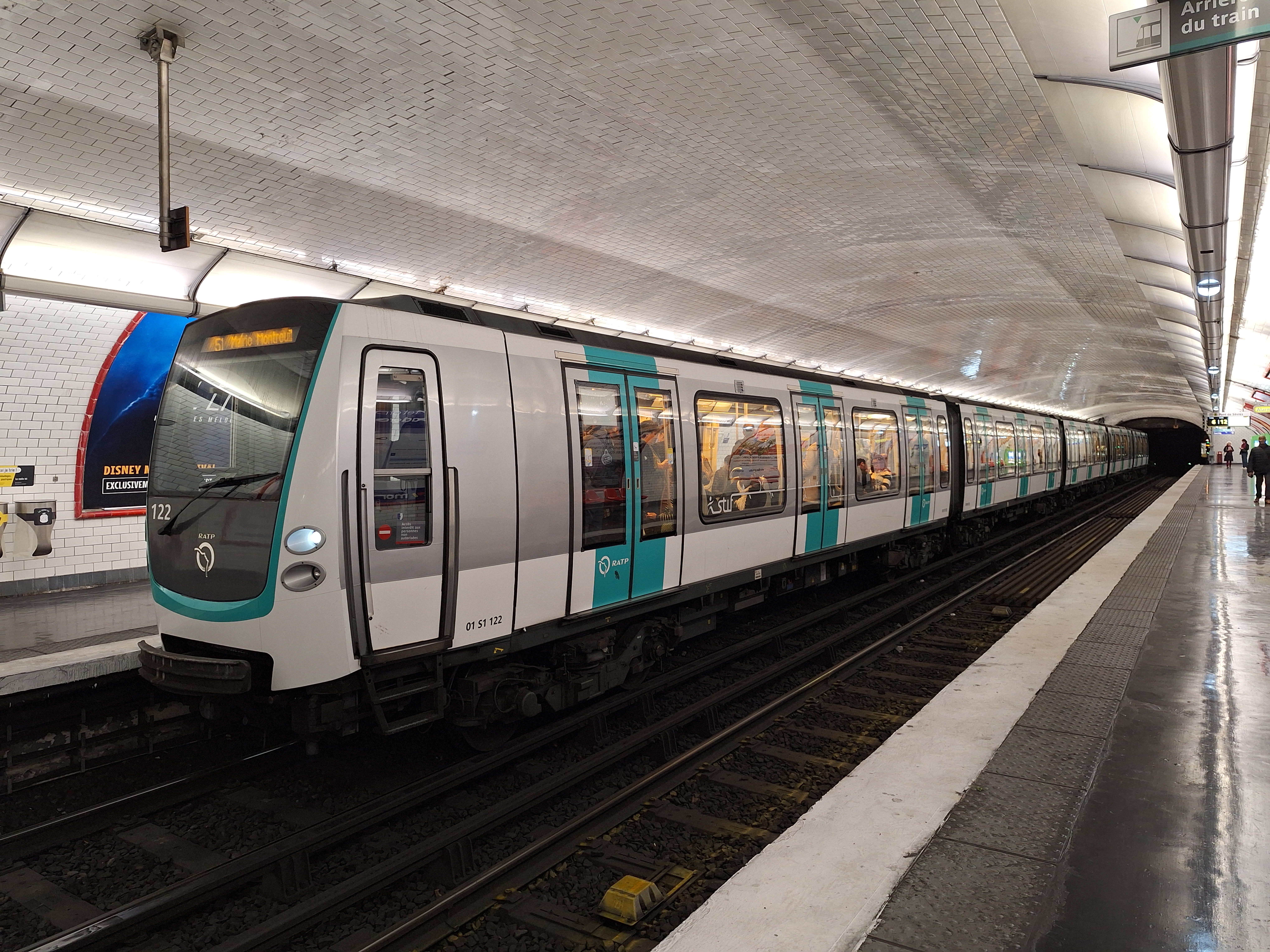
Arrêt d'une rame MF 01 en direction de Mairie de Montreuil.
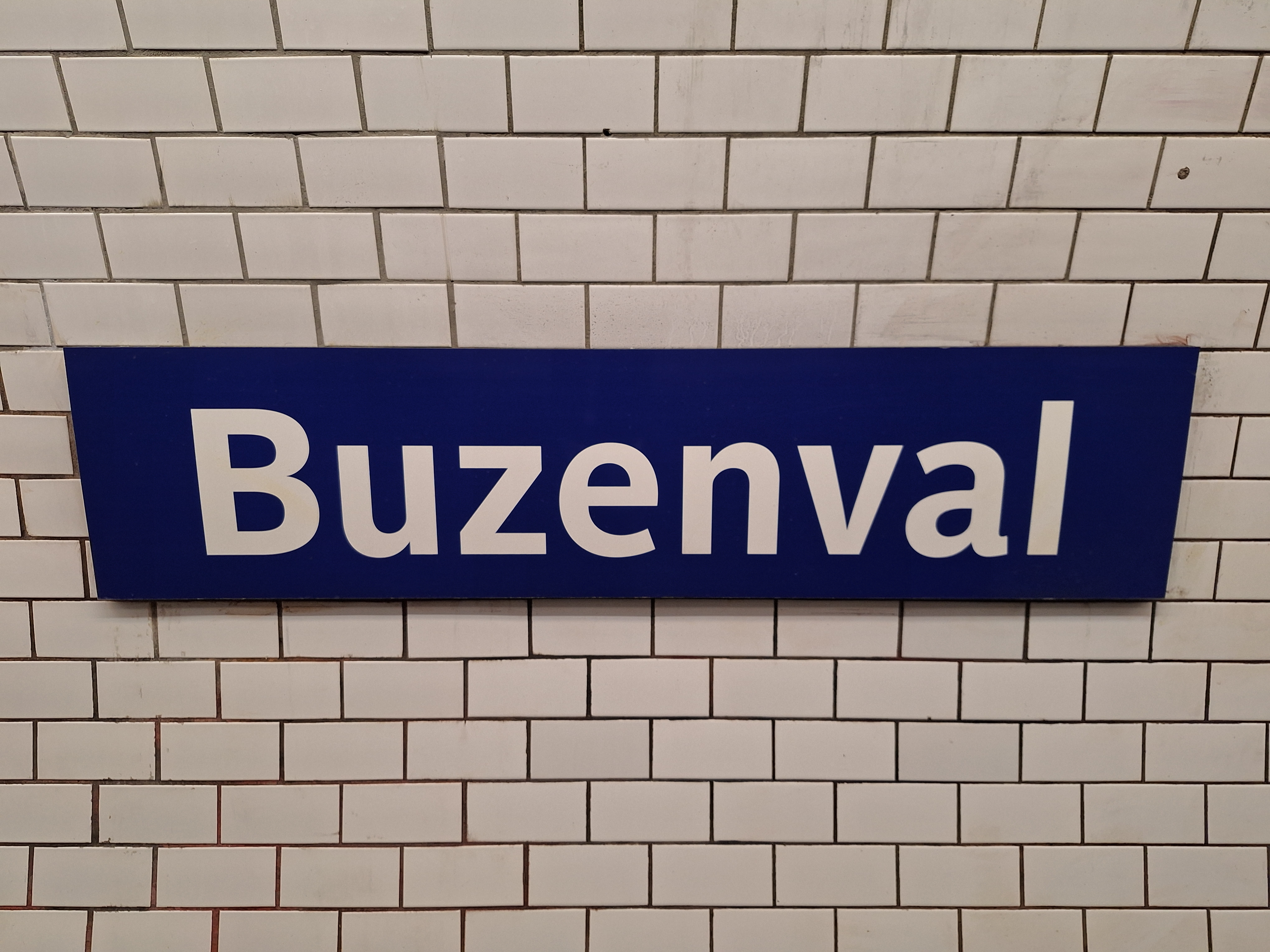
Plaque émaillée indiquant le nom de la station.

### Intermodalité
La station est desservie par les lignes 57 et La Traverse de Charonne (501), cette dernière étant une ligne urbaine assurant un service circulaire depuis la place Gambetta via l'arrêt Pyrénées - Docteur Netter.

## Fréquentation
Nombre de voyageurs entrés à cette  station :
| Année                      | 2013      | 2014      | 2015      | 2016      | 2017      | 2018      | 2019      | 2020      | 2021      |
| -------------------------- | --------- | --------- | --------- | --------- | --------- | --------- | --------- | --------- | --------- |
| Nombre de voyageurs par an | 1 914 564 | 1 896 837 | 1 906 757 | 1 963 737 | 1 994 753 | 2 071 421 | 1 941 769 | 1 080 500 | 1 448 855 |
| Rang                       | 252e      | 256e      | 255e      | 254e      | 251e      | 254e      | 249e      | 234e      | 239e      |
| Nombre de stations         | 302       | 302       | 302       | 302       | 302       | 302       | 302       | 304       | 304       |

## À proximité
- Square Emily-Dickinson
- Jardin Casque-d'Or
- Square Sarah-Bernhardt
- Square Réjane
- Square de la Place-de-la-Réunion